# باري ليتس
باري ليتس (بالإنجليزية: Barry Letts)‏ (26 مارس 1925، ليستر في المملكة المتحدة - 9 أكتوبر 2009، ديفون في المملكة المتحدة)؛ كاتب سيناريو، منتج أفلام وروائي بريطاني.

## روابط خارجية
- باري ليتس على موقع IMDb (الإنجليزية)
- باري ليتس على موقع ميوزك برينز (الإنجليزية)
- باري ليتس على موقع أول موفي (الإنجليزية)
- باري ليتس على موقع قاعدة بيانات الأفلام السويدية (السويدية)
- باري ليتس على موقع ديسكوغز (الإنجليزية)
- باري ليتس على موقع قاعدة بيانات الفيلم (الإنجليزية)